# Cegielnia-Rudki
Cegielnia-Rudki – wieś w Polsce położona w województwie wielkopolskim, w powiecie konińskim, w gminie Wierzbinek, nad strugą Pichną. Częścią integralną wsi jest miejscowość Pagórki.
Etymologia nazwy wsi wywodzi się od słów cegielnia oraz "rudka", oznaczającego obszar pokryty rudą. Wedle dokumentów historycznych: w 1827 i 1888 roku zapisywana była jako Rudki; w 1921 jako Cegielnia Rudki. W latach 1975–1998 miejscowość administracyjnie należała do województwa konińskiego. W roku 2011 Cegielnia-Rudki wraz z miejscowościami Ruszkowo-Parcel oraz Ruszkówek liczyła 233 mieszkańców, w tym 122 kobiety i 111 mężczyzn.